# Cyclocross-Weltmeisterschaften 1973
Die Cyclocross-Weltmeisterschaften 1973 wurden am 22. Februar in London ausgetragen. Es war das erste Mal, dass die Wettkämpfe in Großbritannien stattfanden. Schauplatz war der Crystal Palace Park.

## Ergebnisse

### Profis
| Platz | Land        | Sportler          |
| ----- | ----------- | ----------------- |
| 1     | Belgien     | Erik De Vlaeminck |
| 2     | Frankreich  | André Wilhelm     |
| 3     | Deutschland | Rolf Wolfshohl    |

### Amateure
| Platz | Land        | Sportler            |
| ----- | ----------- | ------------------- |
| 1     | Deutschland | Klaus-Peter Thaler  |
| 2     | Belgien     | Robert Vermeire     |
| 3     | Deutschland | Ekkehard Teichreber |